# Présidence danoise du Conseil de l'Union européenne en 2025
Présidence polonaise du Conseil de l'Union européenne en 2025 Présidence chypriote du Conseil de l'Union européenne en 2026
La présidence danoise du Conseil de l'Union européenne en 2025 est la huitième présidence tournante du Conseil de l'UE assurée par le Danemark.
Le Danemark succède à la Pologne au siège de la présidence le 1er juillet 2025. La présidence suivante sera assurée par Chypre à partir du 1er janvier 2026.

## Programme
Sous le slogan « Une Europe forte dans un monde en changement », la présidence danoise œuvrera en faveur d'une Europe sûre et d’une Europe compétitive et verte.
La présidence danoise du Conseil de l'UE œuvrera en faveur d'une Union européenne forte et capable d'agir, qui assume ses responsabilités en matière de sécurité et renforce sa compétitivité. Cela exige que l'UE passe de la parole aux actes et relève les défis auxquels l'Europe est confrontée. Une Europe plus sûre et plus compétitive va de pair avec la transition écologique.

## Priorités
La présidence a défini deux priorités pour ses travaux:
- Une Europe sûre.
- Une Europe verte et compétitive.

## Identité visuelle
Les partenariats et les nouvelles perspectives sont au cœur de ce logo, où le Danemark et l’UE se fondent dans une forme créative ouverte à une multitude d’interprétations.
Au cœur du logo se trouvent le carré incliné et les couleurs, qui sont des variations des nuances de bleu classiques de l'UE et du rouge emblématique des boîtes aux lettres danoises.
Le choix délibéré de la forme et de la couleur crée une dynamique entre reconnaissance et créativité - caractéristique des valeurs du design danois, reconnu à l'échelle internationale.
Le design est ouvert à l’interprétation, ce qui permet de s’adresser aux destinataires de différentes manières. Cela laisse place au dialogue et à l’interaction – des valeurs qui sont cohérentes avec le rôle du Danemark en tant que nation de design et son approche de la coopération internationale.
Tout comme le design danois est réputé pour son équilibre entre simplicité et originalité, précision et chaleur, tradition et innovation, ce logo est une métaphore visuelle de l'engagement du Danemark envers l'UE : fort dans ses fondements, mais toujours ouvert à de nouvelles perspectives et opportunités.

## Évènements
- Conférence de Belém sur les changements climatiques (COP 30) au Brésil, du 10 au 21 novembre 2025